# Aguada Fénix

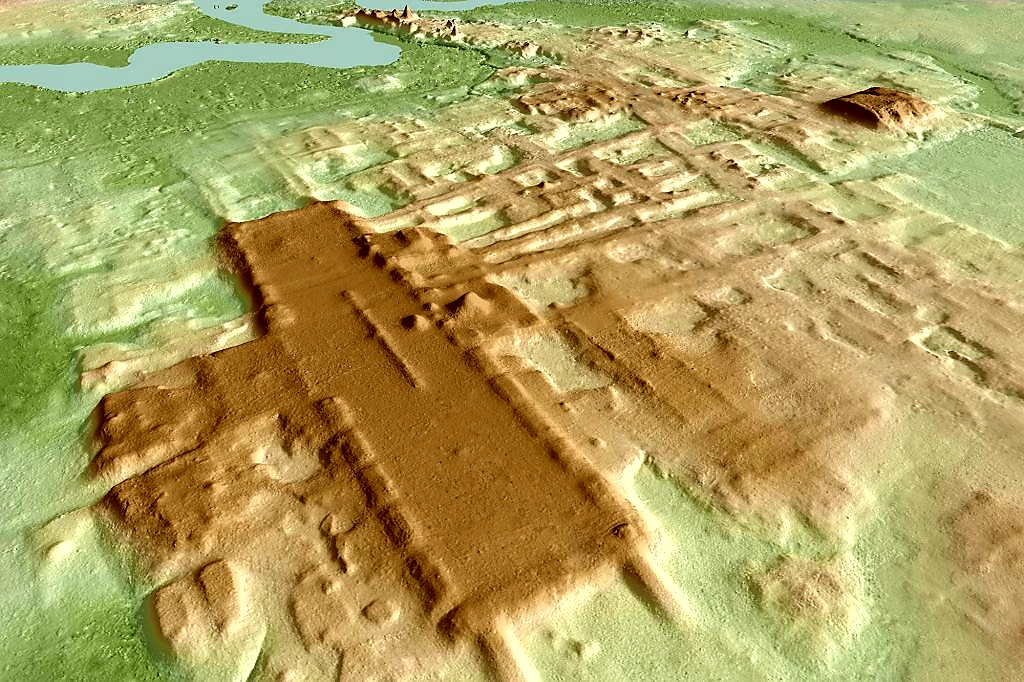
Lidar-beeld

Aguada Fénix is het oudste en grootste Maya-bouwwerk, gelegen in de Mexicaanse deelstaat Tabasco. Het bestaat uit een centraal aarden ceremonieel platform met daarop een reeks bouwwerken.

## De site
De site ligt in beboste weilanden van het Maya-laagland nabij de rivieren San Pedro en Usumacinta. Ze kende twee belangrijke periodes. De eerste aansluitend bij de late Olmeekse cultuur van 1000 tot 750 voor Christus met het platform en lage piramides. Een nieuwe periode ongeveer duizend jaar later met de meer gekende hogere piramides. Wetenschappers zien een aantal raakvlakken met het Olmeekse San Lorenzo.

## De bouwers
Men vond geen echte stad of huizen in de directe omgeving, waardoor men veronderstelt dat de bouwers in de eerste periode nog een semi-nomadische levensstijl hanteerden en zich hier verzamelden voor periodieke activiteiten. De afwezigheid van vereringsstructuren zou wijzen op een niet-hiërarchische samenleving.

## De bouwwerken

### Platform
In 2017 werd het platform voor het eerst ontdekt door middel van Lidar-scans. Deze legden niet enkel de geometrische structuur bloot maar ook minstens negen hellingbanen waarvan telkens twee parallelle aan de korte zijden. De restanten van het platform zijn ongeveer 1,4 km lang, tot 400 m breed en 10-15 m hoog. Het totaal volume zou 3,7 miljoen kubieke meter bevatten.
Tijdens opgravingen onder het platform vond men tienduizenden rechthoekige cellen. Deze cellen worden gescheiden door muurtjes en zijn telkens individueel gevuld met materiaal van eenzelfde kleur. Deze kleurrijke mozaïek lag bedolven onder een laag wit zand.

### Piramides
Op een zijstuk van het centraal platform staat een 4 m hoge piramide. Aan zowel de oostelijke als de westelijke zijde van het platform bevinden zich heuvels die zouden werden gebruikt om de tijd van het jaar te bepalen versus de stand van de zon.

### Waterbekkens
Zowel op het uitspringende zijstuk van het platform achter de lage piramide als naast het platform werden meerdere rechthoekige waterbekkens gevonden.

## Vondsten
Er werden bewerkte stenen werktuigen, voorwerpen van jade en een volledige diersculptuur gevonden. Dit laatste is onverwacht gezien de latere Mayacultuur gebruik maakte van steles, reliëfs en schilderingen.